# جيمس د. هوستون
جيمس د. هوستون (بالإنجليزية: James D. Houston)‏‏ (10 نوفمبر 1933 في سان فرانسيسكو - 16 أبريل 2009 ) روائي من الولايات المتحدة.